# Canzone di crociata
Una canzone di crociata (tedesco Kreuzlied, occitano canso de crozada) è ogni poesia lirica vernacolare il cui tema è rappresentato dalle crociate. Delle canzoni di crociata, popolari nell'Alto Medioevo, ne restano 106 in occitano, quaranta in lingua francese antica, trenta in lingua alto-tedesca media, due in italiano e una in antico castigliano. Lo studio della canzone di crociata, che può essere considerato un genere a sé stante, è stato esplorato da Kurt Lewent. Egli ci fornisce una loro classificazione distinguendo tra canzoni che in qualche modo menzionano semplicemente una crociata dalle canzoni "canzoni di crociata" vere e proprie.
L'argomento trattato non è confinato agli stati latini orientali, ma riguarda anche la Reconquista spagnola, la crociata albigese nella Linguadoca o le crociate politiche in Italia. Secondo Orderico Vitale, la prima crociata ad essere accompagnata da canzoni, nessuna delle quali ci è pervenuta, fu la crociata del 1101, sulla quale scrisse Guglielmo IX d'Aquitania. Della seconda crociata restano una canzone in francese e dieci in occitano. La terza e la  quarta crociata produssero molte canzoni in occitano, francese e tedesco. I trovatori occitani si preoccupavano di comporre canzoni che trattavano specialmente il tema delle campagne albigesi all'inizio del XIII secolo. L'interesse andò scemando con le successive crociate — quinta, sesta, settima e ottava — per essere poi trasferito principalmente ai Minnesang tedeschi e ai trovieri francesi.

## Lista di canzoni di crociata occitane
Il seguente elenco è solo riferito a quelle canzoni definite "Kreuzlied" da Lewent, in "Das altprovenzalische Kreuzlied" (Berlino: 1905). Altre canzoni possono essere considerate "canzoni di crociata" ma, oltre a Lewent, di esse non vi è nessun elenco definitivo o una loro trattazione estesa e generale. 
| Compositore                                            | Classificazione  | Incipit (i.e. titolo)                    | Data e contesto |
| ------------------------------------------------------ | ---------------- | ---------------------------------------- | --- |
| Aimeric de Belenoi                                     | 9.10             | Consiros com partitz d'amor              | Tra battaglia di Hattin e il gennaio del 1188. |
| Aimeric de Peguilhan                                   | 10.11            | Ara parra qual seran envejos             | 1213, rivolta a Guglielmo VI del Monferrato per andare in Siria. |
| Bertran de Born                                        | 80.30            | Nostre seigner somonis el meteis         | Inizio novembre/dicembre 1187, o tardo gennaio 1188, dopo la battaglia di Hattin quando Bertran pensava che Filippo I di Francia avesse giurato di andare alla crociata.                                                          |
| Bertran de Born                                        | 80.40            | S'eu fos aissi seigner e poderos         | |
| Elias Cairel                                           | 133.11           | Qui saubes dar tant bon conseil denan    | Prima dell'agosto del 1219, prevedendo una facile vittoria dei crociati al Cairo. |
| Folquet de Marselha                                    | 155.7            | Chantars mi torn' ad afan                | Novembre 1194 – 10 luglio 1195, probabilmente durante la tregua tra Riccardo I d'Inghilterra e Filippo I di Francia, prima della battaglia di Alarcos e della crociata tedesca.                                                   |
| Folquet de Marselha                                    | 155.15           | Oimais no.i conosc razo                  | Dopo il 19 luglio del 1195, data della battaglia di Alarcos. Una canzone che parla della Reconquista. |
| Folquet de Romans                                      | 156.12           | Quan lo dous temps ven e vai la freidors | Prima del 1228, durante la crociata albigese e il conflitto tra impero e papato. |
| Gaucelm Faidit                                         | 167.9            | Ara nos sia guitz                        | 1203, ma probabilmente costituita da alcune parti scritte al tempo della terza crociata e altre della quarta. |
| Gaucelm Faidit                                         | 167.14           | Cascus hom deu conoisser et entendre     | 1201. |
| Gauseran de Saint Leidier o Guillem de Saint Leidier   | 234.10 or 168.1a | El temps que vei cazer foillas e flors   | Se di Gauceran, è probabilmente prima del 1267 e contiene riferimenti a Riccardo di Cornovaglia e Giacomo I d'Aragona. Se di Guillem, essa risale a prima del 1183.                                                               |
| Gavaudan                                               | 174.10           | Seignors, per los nostres peccatz        | Possibilmente 1196–97, subito dopo la battaglia di Alarcos, ma forse verso il 1210–12. Una canzone che tratta della Reconquista.                                                                                                  |
| Guilhem Fabre                                          | 216.2            | Pos dels majors / princeps auzem conten  | Giugno 1265 – febbraio 1266. |
| Guillem Figueira                                       | 217.2            | D'un sirventes far                       | 29 settembre 1127 – 28 giugno 1228. Gormonda de Monpeslier scrisse una risposta a questo sirventes contra Roma. |
| Guillem Figueira                                       | 217.7            | Totz hom qui be comens'e be fenis        | 1215, dopo che l'Imperatore Federico II prese la croce, il 25 luglio. |
| Giraut de Bornelh                                      | 242.6            | A l'onor Deu torn en mon chan            | Dopo il 21 gennaio 1188, ma all'inizio dell'anno, in cui loda Riccardo I d'Inghilterra, che stava per imbarcarsi per la crociata.                                                                                                 |
| Giraut de Bornelh                                      | 242.41           | Jois sia comensamens                     | Dopo il 1187, 1190 (suggerito da qualcuno). |
| Guiraut Riquier                                        | 248.48           | Karitatz / et amors e fes                | 1276. |
| Lanfranco Cigala                                       | 282.20           | Quan vei far bon fag plazentier          | 1244–45, per celebrare la presa della croce di Luigi IX nel 1244. |
| Lanfranco Cigala                                       | 282.23           | Si mos chanz fos de ioi ni de solatz     | Novembre 1246 – primavera 1248, dove si loda Luigi IX di Francia per la partecipazione alla crociata. |
| Peire Lunel de Montech                                 | 289.1            | Mal veg trop apparelhar                  | 1326, quando Carlo IV di Francia stava giurando per la crociata. |
| Marcabruno                                             | 293.35           | Pax in nomine Domini                     | 1149, dopo il fallimento della seconda crociata, la perdita di Tortosa da parte degli Almohadi, e la morte di Baldovino di Marash (1146), ma prima della morte di Raimondo di Poitiers. Una canzone che tratta della Reconquista. |
| Olivier lo Templier                                    | 312.1            | Estat aurai lonc temps en pessamen       | 1267–69, riguardante la crociata di Giacomo I d'Aragona e la sua conquista di Valenza e Maiorca. |
| Anonimo, precedentemente attribuita a Peire d'Alvernhe | 323.22           | Ab fina joia comensa                     | Dopo l'agosto del 1198, quando papa Innocenzo III aveva proclamato la quarta crociata; precedentemente supposta tra inizio 1213 e luglio del 1214, prima della battaglia di Bouvines.                                             |
| Pons de Capduoill                                      | 375.2            | Ar nos sia capdelhs e garentia           | Intorno al 1213. |
| Pons de Capduoill                                      | 375.8            | En honor del pair'en cui es              | Inizio 1213; si riferisce all'imperatore Ottone IV, Federico II di Svevia, e alla guerra tra Giovanni d'Inghilterra e Filippo II di Francia.                                                                                      |
| Pons de Capduoill                                      | 375.22           | So qu'om plus vol e plus es voluntos     | Giugno 1213; si riferisce all'imperatore Ottone IV, Federico II di Svevia e Pietro II di Aragona. |
| Rambaldo di Vaqueiras                                  | 392.3            | Ara pot hom conoisser e proar            | 1201, per la celebrazione dell'elezione di Bonifacio I del Monferrato a Soissons che si preparava ad allestire la quarta crociata.                                                                                                |
| Rambaldo di Vaqueiras                                  | 392.9a           | Conseill don a l'emperador               | Dopo il maggio del 1204, in seguito alla conquista di Costantinopoli e l'elezione a imperatore di Baldovino IX di Fiandra. |
| Raimon Gaucelm de Bezers                               | 401.1            | Ab grans trebalhs et ab grans marrimens  | 1270; si riferisce alla morte di Luigi IX di Francia all'ottava crociata. |
| Raimon Gaucelm de Bezers                               | 401.8            | Qui vol aver complida amistansa          | 1268; incita al sostegno all'ottava crociata. |
| Raimon de Cornet                                       | I                |                                          | 1332, dopo che a luglio Filippo VI di Francia prese la croce. |
| Marcabruno                                             | 293.21           | Emperaire, per mi mezeis                 | Dopo la primavera del 1148, quando un certo numero di cristiani venivano intrappolati ad Attalia e convertiti all'Islam. |

## Lista di canzoni di crociata francese
Il seguente elenco è un adattamento da Smith, Age of Joinville (pag.17), in cui cita Les chansons de croisade (J. Bédier e P. Aubry (Parigi, 1909), p. xxxv).
| Compositore            | Incipit (i.e. titolo)                       | Crociata                        | Numero di manoscritti |
| ---------------------- | ------------------------------------------- | ------------------------------- | --------------------- |
| Anonimo                | Chevalier, mult estes guariz                | Seconda crociata (1147–1149)    | 1                     |
| Conone di Béthune      | Ahi! Amours, con dure departie              | Terza crociata (1189–1192)      | 13                    |
| Conone di Béthune      | Bien me dusse targier                       | Terza crociata                  | 7                     |
| Huon d'Oisi            | Maugré tous sainz et maugré dieu ausi       | Terza crociata                  | 2                     |
| Le Chastelain de Couci | A vous, amant, plus qu'a nul autre gent     | Terza crociata                  | 13                    |
| Le Chastelain de Couci | Li nouviauz tanz et mais et violete         | Terza crociata                  | 15                    |
| Guiot de Dijon         | Chanterai pour mon corage                   | Terza crociata                  | 6                     |
| Maistres Renas         | Pour lou pueple resconforteir               | Terza crociata                  | 1                     |
| Anonimo                | Parti de mal et a bien aturné               | Terza crociata                  | 1                     |
| Anonimo                | Vos qui ameis de vraie amor                 | Terza crociata                  | 2                     |
| Le Châtelain d'Arras   | Aler m'estuet le u je trairai pain          | Quarta crociata (1202–1204)     | 5                     |
| Hugues de Berzé        | S'onques nus hom por dure departie          | Quarta crociata                 | 15                    |
| Hugues de Berzé        | Bernarz, di moi Fouquet, qu'on tient a sage | Quinta crociata (1217–1221)     | 2                     |
| Huon de Saint-Quentin  | Jerusalem se plaint et li païs              | Quinta crociata                 | 3                     |
| Chardon de Croisilles  | Li departirs de la douce contree            | Crociata dei baroni (1239–1241) | 5                     |
| Philippe de Nanteuil   | En chantant veil mon duel faire             | Crociata dei baroni             | 5                     |
| Tebaldo I di Navarra   | Au tans plain de felonie                    | Crociata dei baroni             | 7                     |
| Tebaldo I di Navarra   | Dame, einsi est qu'il m'en couvient aler    | Crociata dei baroni             | 8                     |
| Tebaldo I di Navarra   | Li douz penser et li douz souvenir          | Crociata dei baroni             | 8                     |
| Tebaldo I di Navarra   | Seignor, saichiés qi or ne s'en ira         | Crociata dei baroni             | 8                     |
| Anonimo                | Ne chant pas, que que nus die               | Crociata dei baroni             | 3                     |
| Anonimo                | Nus ne porroit de mauvese reson             | Settima crociata (1248–1254)    | 2                     |
| Anonimo                | Tous li mons doit mener joie                | Settima crociata                | 1                     |
| Anonimo                | Un serventois, plait de deduit, de joie     | Settima crociata                | 1                     |
| Anonimo                | Douce dame, cui j'aim en bone foi           | Sconosciuto                     | 1                     |
| Anonimo                | Jerusalem, grant domage me fais             | Sconosciuto                     | 1                     |
| Anonimo                | Novele amors s'est dedanz mon cuer mise     | Sconosciuto                     | 2                     |
| Anonimo                | Oiés, seigneur, pereceus par oiseuse        | Sconosciuto                     | 1                     |
| Anonimo                | Pour joie avoir perfite en paradis          | Sconosciuto                     | 1                     |